# RealLive
RealLiveは、株式会社ビジュアルアーツが開発、提供するノベルゲームのスクリプトエンジンのこと。AVG2000とも呼ばれる。2000年前後まで使われていたAVG32に代わり、新たに開発された。2010年7月より、無償貸与版がRealLiveMaxとして公開され、開発環境を一般に手に入れることができるようになった。

## AVG32との比較
動画再生機能を搭載し、応答速度が向上している。さらにパソコンの機能向上による画質の巨大化に対応するため一回り大きなサイズの画像も再生できるように仕様の変更がなされた。

## 経営に関連して
ビジュアルアーツは新たなゲームを作る際にパートナーブランドにこの開発環境をライセンスするか、内部ブランドに企画を立てさせる。そしてこの環境で開発されたゲームをパッケージ化し市場に販売する。『Visual Art’s/○○』がつくブランドは内部ブランド（例「Visual Art’s/Key」）で、つかずにRealLiveを使用しているブランドは別経営（例「はむはむソフト」）と判断できる。基本的にパートナーブランドの販路はビジュアルアーツが握っており、関連グッズも基本的にビジュアルアーツからライセンスなどが下りる。

## 無償公開
ビジュアルアーツは2010年2月頃に新エンジンSiglusEngineを発表し、それまで使用していたRealLiveを無償公開すると発言した。2010年現在、開発環境を利用するには、ビジュアルアーツより無償貸与許諾を受ける必要がある。開発環境にチュートリアルが付属している。専門学校にはアカデミーパックなどを作り、配布する予定である。

## RealLiveが使用されている著名作品
- CLANNAD （Key）
- planetarian 〜ちいさなほしのゆめ〜 （Key）
- 智代アフター 〜It's a Wonderful Life〜 （Key）
- リトルバスターズ! （Key）
- リトルバスターズ!エクスタシー （Key）
- クドわふたー （Key）
- 彼女たちの流儀 （130cm）
- Princess Bride （130cm）
- 5 (ファイブ) （RAM）
- Kanon（SE版）（Key）
- AIR（SE版）（Key)
- Coming×Humming!!　(SAGAPLANETS)
- ナツユメナギサ　(SAGAPLANETS)

## 非公式の互換エンジン
- rlvm